# Ciągły wlew baklofenu do przestrzeni podpajęczynówkowej
Ciągły wlew baklofenu do przestrzeni podpajęczynówkowej (ang. intrathecal baclofen therapy, ITB therapy) – metoda leczenia spastyczności, polegająca na podawaniu leku przy pomocy systemu składającego się z wszczepionej na stałe tytanowej pompy ze zbiornikiem o pojemności od 10 do 40 ml i silikonowego cewnika wprowadzonego do przestrzeni podpajęczynówkowej w kanale kręgowym. Ta droga podania pozwala obniżyć dawkę leku ponad 100-krotnie w stosunku do dawki doustnej przy jednakowym efekcie terapeutycznym.
Przed implantacją zestawu przeprowadza się test polegający na podaniu pojedynczej dawki 25–100 μg baklofenu do przestrzeni podpajęczynówkowej drogą punkcji lędźwiowej w celu oceny spodziewanej skuteczności i ewentualnych działań niepożądanych.
Po implantacji pompy konieczne jest uzupełnianie leku co kilka miesięcy drogą nakłucia zbiornika przez skórę. Nagłe przerwanie podawania leku może doprowadzić do groźnego zespołu odstawienia.
Metoda ta stosowana jest najczęściej w spastyczności związanej z:
- pourazowym uszkodzeniem rdzenia kręgowego
- stwardnieniem rozsianym
- mózgowym porażeniem dziecięcym
- udarem lub urazem mózgu

Wskazaniem do jej zastosowania jest nieskuteczność nieinwazyjnych metod zmniejszania spastyczności lub występowanie działań niepożądanych przy doustnym podawaniu baklofenu.